# Cixius hispida
Cixius hispida är en insektsart som beskrevs av Logvinenko 1967. Cixius hispida ingår i släktet Cixius och familjen kilstritar. Inga underarter finns listade i Catalogue of Life.